# Voeltzkowia mira
Voeltzkowia mira — вид сцинкоподібних ящірок родини сцинкових (Scincidae). Ендемік Мадагаскару.

## Поширення і екологія
Voeltzkowia mira мешкають в регіоні Боені на північному заході острова Мадагаскар. Вони живуть в сухих тропічних лісах.

## Збереження
МСОП класифікує цей вид як такий, що перебуває під загрозою зникнення. Voeltzkowia mira загрожує знищення природного середовища.